# Smicridea karukerae
Smicridea karukerae là một loài Trichoptera thuộc họ Hydropsychidae. Chúng phân bố ở vùng Tân nhiệt đới.